# Pycnochromis iomelas
Pycnochromis iomelas là một loài cá biển thuộc chi Pycnochromis trong họ Cá thia. Loài này được mô tả lần đầu tiên vào năm 1906.

## Từ nguyên
Từ định danh iomelas được ghép bởi hai âm tiết trong tiếng Hy Lạp cổ đại: iṓdēs (ἰώδης; "tím") và mélās (μέλας; "đen"), hàm ý đề cập đến hai màu sắc trên cơ thể của loài cá này (màu tím trong danh pháp có lẽ chỉ màu trắng ở thân sau, được cho là màu tím rất nhạt).

## Phân loại học
P. iomelas trước đây được xếp vào chi Chromis, nhưng theo kết quả phân tích hình thái vào năm 2021 thì loài này đã được chuyển sang chi Pycnochromis.

## Phạm vi phân bố và môi trường sống
P. iomelas có phạm vi phân bố giới hạn ở Nam Thái Bình Dương. Từ biển San Hô (gồm cả rạn san hô Great Barrier), xa nhất ở phía bắc đến Papua New Guinea, về phía đông băng qua các đảo quốc là Nouvelle-Calédonie, Vanuatu, Fiji, quần đảo Samoa, Tuamotu và quần đảo Société. Tất cả những ghi nhận về sự xuất hiện của P. iomelas ngoài phạm vi kể trên đều không hợp lệ (nhiều khả năng là nhầm lẫn với các loài Pycnochromis khác cũng có kiểu hình nâu-trắng).
P. iomelas sống trên rạn san hô viền bờ ở độ sâu đến ít nhất là 35 m.

## Mô tả
P. iomelas có chiều dài cơ thể lớn nhất được ghi nhận là 8 cm. Cơ thể có hai màu rõ rệt: trắng ở nửa thân sau và nâu sẫm ở nửa thân trước. Sự phân chia màu sắc như vậy cũng được biết đến ở một số loài Pycnochromis khác, là Pycnochromis dimidiatus (đặc hữu của Biển Đỏ) và Pycnochromis fieldi (phần lớn Ấn Độ Dương). Ngoài sự khác biệt về trình tự kiểu gen, đường phân chia hai màu của P. iomelas nằm ngay trước vây hậu môn nên hai vùng màu nâu và trắng gần như bằng nhau, còn vùng nâu ở hai loài kia chiếm phần lớn hơn vùng trắng. Pycnochromis margaritifer và Pycnochromis abruptus cũng có kiểu hình nâu-trắng tương tự, nhưng chỉ có phần đuôi của chúng là màu trắng.
Số gai ở vây lưng: 12–13; Số tia vây ở vây lưng: 12–14; Số gai ở vây hậu môn: 2; Số tia vây ở vây hậu môn: 11–12; Số tia vây ở vây ngực: 16–18; Số gai ở vây bụng: 1; Số tia vây ở vây bụng: 5; Số vảy đường bên: 15–16.
Cá hồng Lutjanus bohar được ghi nhận là có thể bắt chước kiểu hình của P. iomelas tại Tuamotu và P. margaritifer tại Fiji.

## Sinh thái học
Thức ăn của P. iomelas là những loài động vật phù du. Chúng sống đơn độc hoặc có thể hợp thành từng nhóm nhỏ, có khi lẫn vào đàn của P. margaritifer. Cá đực có tập tính bảo vệ và chăm sóc trứng; trứng có độ dính và bám vào nền tổ.